# Antonio da Virgoletta
Padre Antonio da Virgoletta nato Giovanni Della Porta, (Virgoletta, 25 febbraio 1593 – Suakin, 24 agosto 1641) è stato un missionario italiano.

## Biografia

### Origini familiari

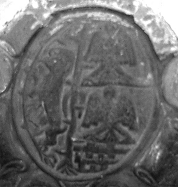
stemma

Nacque in Lunigiana discendente della famiglia Della Porta (attualmente Porta) di Virgoletta - nobile famiglia locale, di probabile origine novarese - strettamente legata ai marchesi Malaspina dello Spino Secco.
Di questa famiglia va ricordato anche don Mattia di Gabriello – fratello di Antonio da Virgoletta - che fu canonico della Chiesa di Santa Maria della Rotonda, in Roma, dove morì nel 1671.
Giovanni Della Porta, recatosi a Roma col fratello Mattia, studiò presso i padri gesuiti al Collegio Romano.
Quindi domandò di essere accettato nella provincia dei Frati Minori Riformati di Roma. Sentì profonda la vocazione missionaria e volle studiare la lingua araba e quella siriaca che apprese presso il convento di San Pietro in Montorio a Roma. Nel Collegio delle missioni si preparò all'apostolato compendiando il suo programma in queste parole: ”O Signore, togli tutto, ma dammi delle anime!”.
Nel 1630 compì la sua prima esperienza sull'isola di Cipro, ove fu lettore della scuola di arabo e conobbe la difficoltà di operare nei territori posti sotto l'influenza dell'Impero ottomano.

## Missione in Etiopia

### Primo tentativo
Nel 1633 la Congregazione di Propaganda Fide stabilì di affidare la Missione dell'Etiopia, molto difficile per gli odi religiosi e nazionali, ai francescani riformati. 
Primo Prefetto venne eletto il padre Antonio da Virgoletta perché «sa la lingua araba, sempre si è portato bene, ed è dotto e prudente».
La missione riuscì a partire nel 1634 con il compito di assistere tale Zaga Christos, che si spacciava per il figlio di un deposto imperatore d'Etiopia, con lo scopo di ricondurlo in patria ed ottenere la sua protezione nell'opera missionaria.
Per un intero anno i missionari accompagnarono Zaga Christos a Venezia, Mantova, Parma, Piacenza e Torino – raccogliendo finanziamenti dai vari governi. 
Poi si diressero in Francia, alla volta di Parigi, dove Zaga Christos - ritenuto dalle fonti dell'epoca un possibile impostore -  abbandonò la missione. 
Propaganda Fide affidò subito a padre Antonio da Virgoletta il nuovo compito di ottenere dal Re di Francia protezione per la Chiesa Egiziana. 
L'operazione ebbe successo ed alcuni mesi dopo (all'inizio del 1636) padre Antonio da Virgoletta fece ritorno a Roma.

### Missione
Il 22 settembre 1637 padre Antonio da Virgoletta, nominato Prefetto apostolico per l'Etiopia, partì per la Siria insieme a padre Onofrio da Tropea, padre Giovanni Andrea da Cupramontana, padre Alessio da Marino, padre Antonio da Pescopagano, padre Giovanni da Reggio (pittore) e padre Cristoforo da Santa Lucia (Messina) come interprete.
Via mare si recò a Messina, poi a Malta e quindi a Sidone. Via terra raggiunse Gerusalemme ove il Custode di Terrasanta lo nominò Padre Guardiano del santuario di Nazaret. 
Nella primavera del 1638 gli ottomani iniziarono una persecuzione contro i cristiani. 
Padre Antonio da Virgoletta venne perseguitato e condannato a morte, che riuscì ad evitare solo per un provvidenziale intervento francese. 
Ritornò a Gerusalemme e da lì riprese il cammino verso l'Etiopia.
Nel novembre 1638 giunse al Cairo e nel mese di marzo 1639 a Suakin, sul Mar Rosso. 
Qui padre Antonio da Virgoletta finse di fare il pellicciaro e padre Antonio da Pescopagano il ricamatore o intagliatore. 
Assistettero i cattolici fuggiti innanzi alle persecuzioni del negus Fãsiladas – imperatore d'Etiopia - mettendo a frutto le nozioni di medicina da lui possedute.
Nel tentativo di entrare in Etiopia si spinse sino a Massaua ma venne imprigionato e trasferito a Suakin.
In quel luogo morì il 24 agosto 1641.
Di lui scrisse il Patriarca Mendez: “P. Antonius a Virguletta vitae debitum exsolvit, mortis genere martyrii quam finitimo, quia mortis causam contraxit ex iactatione et maceratione, quae ipsi inflicta fuit industria Imperatoris Aethiopici, ipsum in odium catholicae praedicationis M.azua extrudere a conotus est; Abissinorum catholicorum curatio non multo fuit benigna”.
Le ossa del padre Antonio da Virgoletta, il 20 agosto 1645, furono spedite a Goa (India) perché fossero riposte nella Chiesa della Madre di Dio, ma, invece, ebbero altra destinazione.
Il padre Lorenzo, guardiano in Diu (distretto di Goa), scriveva che il popolo, avute le preziose reliquie del compianto Prefetto, ne impedì con tutte le forze l'allontanamento, e non a Goa dove erano dirette, ma le volle a Diu, e con processione solenne furono deposte in quel monastero dei francescani.
Dalla testimonianza di padre Antonio da San Giacomo risulta che le reliquie del martire furono deposte in una parete, e molto onorate per alcuni miracoli operati.
Il monastero di San Francesco d'Assisi, in Diu, attualmente risulta in parte utilizzato quale ospedale.
A Virgoletta, suo paese natale, gli sono state intitolate la piazza e la via che conduce verso Bagnone.